# Аржелуз
Аржелуз (фр. Argelouse) насеље је и општина у југозападној Француској у региону Аквитанија, у департману Ланд која припада префектури Мон де Марсан.
По подацима из 2011. године у општини је живело 98 становника, а густина насељености је износила 4,3 становника/km². Општина се простире на површини од 22,79 km². Налази се на средњој надморској висини од 61 метар (максималној 73 m, а минималној 39 m).

## Демографија
| 1962. | 1968. | 1975. | 1982. | 1990. | 1999. | 2011. |
| ----- | ----- | ----- | ----- | ----- | ----- | ----- |
| 21    | 37    | 37    | 55    | 54    | 55    | 98    |

График промене броја становника у току последњих година